# Partido di Navarro
Il partido di Navarro è un dipartimento (partido) dell'Argentina facente parte della provincia di Buenos Aires. Il capoluogo è Navarro.